# Выкопанский сельский округ
Выкопанский сельский округ — упразднённая административно-территориальная единица, существовавшая на территории Луховицкого района Московской области в 1994—2006 годах.
Выкопанский сельсовет был образован в первые годы советской власти. До 1929 года он входил в состав Зарайского уезда Рязанской губернии.
В 1929 году Выкопанский с/с был отнесён к Луховицкому району Коломенского округа Московской области.
8 января 1931 года Луховицкий и Белоомутский районы объединились в Горкинский район, куда вошёл и Выкопанский с/с.
11 мая 1931 года Горкинский район был переименован в Луховицкий район.
17 июля 1939 года к Выкопанскому с/с были присоединены Горетовский и Псотинский сельсоветы.
9 мая 1952 года из Выкопанского с/с в Двуглинковский было передано селение Горетово.
22 июня 1954 года из Двуглинковского с/с в Выкопанский были переданы селение Подлипки и железнодорожная станция Подлипки.
26 декабря 1956 года Выкопанский с/с был упразднён, а его территория передана в Озерицкий сельсовет.
20 августа 1960 года Выкопанский с/с был восстановлен путём преобразования Озерицкого с/с.
1 февраля 1963 года Луховицкий район был упразднён и Выкопанский с/с вошёл в Коломенский сельский район. 11 января 1965 года Выкопанский с/с был возвращён в восстановленный Луховицкий район.
3 февраля 1994 года Выкопанский с/с был преобразован в Выкопанский сельский округ.
В ходе муниципальной реформы 2004—2005 годов Выкопанский сельский округ прекратил своё существование как муниципальная единица. При этом его селения были переданы в сельское поселение Головачёвское.
29 ноября 2006 года Выкопанский сельский округ исключён из учётных данных административно-территориальных и территориальных единиц Московской области.